# روبرتو سوارز (بازیکن فوتبال)
روبرتو سوارز (انگلیسی: Roberto Suárez؛ زادهٔ ۷ آوریل ۱۹۷۴) بازیکن فوتبال اهل اسپانیا است.
از باشگاه‌هایی که در آن بازی کرده‌است می‌توان به باشگاه فوتبال لوانته اشاره کرد.